# ستيف مارتينز
ستيف مارتينز هو لاعب هوكي الجليد كندي، ولد في 13 أبريل 1972 في غاتينو في كندا.

## وصلات خارجية
- ستيف مارتينز على موقع دوري الهوكي الوطني (الإنجليزية)
- ستيف مارتينز على موقع EliteProspects.com (الإنجليزية)
- ستيف مارتينز على موقع HockeyDB.com (الإنجليزية)
- ستيف مارتينز على موقع Hockey-Reference.com (الإنجليزية)